# Nemesia deflexa
Nemesia deflexa är en flenörtsväxtart som beskrevs av K.E. Steiner. Nemesia deflexa ingår i släktet nemesior, och familjen flenörtsväxter. Inga underarter finns listade i Catalogue of Life.